# ポルボートク衆の叛乱

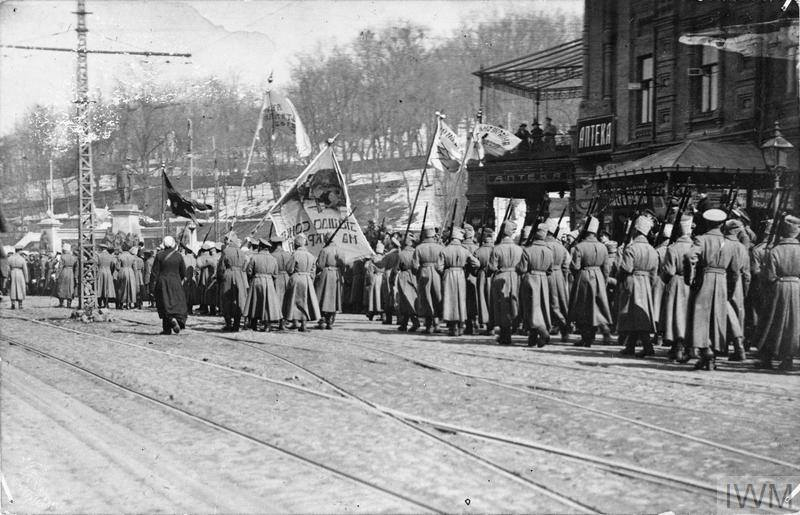
キーウの中央を進行しているポルボートク衆。

ポルボートク衆の叛乱 （ウクライナ語：Виступ полуботківців）は、1917年7月17日・18日にウクライナ人民共和国の首都、キーウにおけるポルボートク衆と呼ばれたパヴロー・ポルボートク名称第二コサック連隊の兵士とパヴロー・ポルボートク名称ウクライナ軍事会の会員、ならびにキーウ住民によって行われた叛乱である。叛乱者の主な要求は速やかにロシアと縁を切り、ウクライナの独立を宣言することであった。当時のウクライナ人民共和国をコントロールしていた中央ラーダは、ウクライナをロシアの自治共和国としてみなし、民族政・経済の諸問題において手を焼いていたので、自らの政府にたいして軍隊と住民の強い反発を招いたのである。叛乱に参加した兵士・住民の人数は一万人余りにの達していた。中央ラーダの政治家は自分の立場は危ういと感じ、キーウに駐在したロシアの軍団と連携をとって叛乱を鎮めた。ウクライナ独立派の動きは数ヶ月にわたって妨げられるようになり、叛乱に参与した多くの人々は第一次世界大戦のルーマニア戦地へ強制的に派遣され、死をむかえた。

## リンク
- Роман Коваль. Виступ полуботківців
- Калініченко В.В. Історія України. Частина ІІІ: 1917-2003 рр.
- Олег Романчук. Микола Міхновський
- Вісник УВКР
- Урядовий портал. "Апостол української державності"
- Віртуальна Русь: Бібліотека
- Газета "День": "Вічний опозиціонер"
- Союз Гетьманців Державників: "Державу Гетьмана знищили соціалісти-масони"